# سبوتيسوود إيتكن
سبوتيسوود إيتكن (بالإنجليزية: Spottiswoode Aitken)‏ مواليد 16 أبريل 1868 في إدنبرة، المملكة المتحدة لبريطانيا العظمى وأيرلندا - الوفاة 26 فبراير 1933 في لوس أنجلوس، هو ممثل أمريكي بدأ مسيرته الفنية سنة 1910. شارك في قرابة 81 فلما. من أعماله ولادة أمة.

## روابط خارجية
- سبوتيسوود إيتكن على موقع IMDb (الإنجليزية)
- سبوتيسوود إيتكن على موقع أول موفي (الإنجليزية)
- سبوتيسوود إيتكن على موقع قاعدة بيانات برودواي على الإنترنت (الإنجليزية)
- سبوتيسوود إيتكن على موقع إن إن دي بي (الإنجليزية)
- سبوتيسوود إيتكن على موقع قاعدة بيانات الفيلم (الإنجليزية)